# Escut d'Almoradí
L'escut d'Almoradí és el símbol representatiu oficial d'Almoradí, municipi del País Valencià, a la comarca del Baix Segura. Té el següent blasonament:
| « | Truncat. Primer, de gules, la creu de Sant Andreu, d'or. Segon, d'or, quatre pals, de gules. Per timbre, corona reial, tancada. | » |

## Història
L'escut d'Almoradí fou aprovat per Reial Decret 312/1977 de 26 de gener de 1977, publicat en el BOE núm. 56 de 7 de març de 1977.
Es tracta de l'escut tradicional de la vila, si més no des del segle xviii, que recorda que Jaume I va conquerir la població als àrabs el 30 de novembre de 1256, diada de Sant Andreu, que n'ha esdevingut el patró. La seua pertinença al patrimoni reial, és a dir que pertanyia al Rei i no a cap altre noble, es representa amb els quatre pals que són les armories reials.

Escut utilitzat per l'Ajuntament.

L'Ajuntament utilitza un escut amb la creu de fusta al natural i no d'or.